# Вся семья работает
«Вся семья работает» (яп. はたらく一家, хатараку икка; англ. The Whole Family Works) — фильм-драма режиссёра Микио Нарусэ, вышедший на экраны в 1939 году. Фильм поставлен по рассказу Сунао Токунаги и является одной из лучших работ режиссёра раннего периода его творчества.

## Сюжет
В фильме рассказана история из жизни большой семьи, насчитывающей 11 человек. Глава семьи Исимура, его жена, пятеро сыновей, две маленькие дочки и двое престарелых родителей.  Из них работают только отец и трое старших сыновей. Зарплата каждого необходима для выживания всей семьи, и так еле-еле сводящей концы с концами.  Поэтому один из сыновей должен бросить школу и стать подмастерьем. Но старший сын Киити противится судьбе. Он заявляет о своём желании оставить работу на фабрике и пойти учиться в училище. Киити долго колеблется, так как понимает, что при этом его семья будет влачить ещё более нищенское существование, и в конце концов откладывает своё решение на более поздний срок.
«Вся семья работает» удивляет трогательным сочувствием автора к своим героям, а прежде всего — тем, как в эпоху, когда беспрекословная роль отца в качестве главы отдельной ячейки общества была даже записана в японской конституции, Нарусэ без особого нажима, хотя и вполне внятно позволяет нам понять, что прежние времена кончились, если дети выросли и хотят обрести независимость за пределами семьи. Причём традиционалист Микио Нарусэ оказывается в данном случае менее пессимистичным, лишённым сожаления и горечи, уж точно не впадающим в трагическое отчаяние, нежели его «вечный соперник» Ясудзиро Одзу, у которого даже заголовок ленты примерно тех лет звучал как реквием — «Был отец».
Нарусэ использует удивительно суровый стиль со своими характерными чертами: 1) режиссура стремится затушевать выразительность мест и чувств и избегает малейшего проявления какой-либо интонационной свежести в описании невзгод (в этом отношении фильм полностью расходится с семейными мелодрамами Одзу, несмотря на схожесть отправных ситуаций и на то, что действие происходит в ту же эпоху); 2) сценарий изгоняет из себя всякую драматизацию, а также — любые события, способные разрешиться до окончания фильма; 3) наконец, сама тема сюжета в силу многовековых правил японского общества не позволяет одному элементу семейной ячейки обособиться от целого. Неотделимость персонажей — ключевой элемент постановки, придающий картине парадоксально зрелищную суровость, свойственную стилю Нарусэ.

## В ролях
- Мусэй Токугава — Исимура, глава семьи
- Норико Хомма — его жена
- Акира Убуката — Киити, первый сын
- Каору Ито — Гэндзи, второй сын
- Сэйкити Минами — Нобору, третий сын
- Такэси Хирата — Эйсаку, четвёртый сын
- Сэйитиро Бандо — Кокити, пятый сын
- Киёко Вакаба — Хидэ, первая дочь
- Дэн Обината — профессор Огава
- Сумиэ Цубаки — Мицуко
- Киндзи Фудзива — сослуживец Исимуры

## Премьеры
- — 11 марта 1939 года состоялась национальная премьера фильма в Токио[4].